# 2005
2005 (MMV) — невисокосний рік, що почався в суботу 1 січня та закінчився в суботу 31 грудня за григоріанським календарем. 2005-й рік нашої ери — це 5-й рік III-го тисячоліття та XXI-го століття, а також шостий з 2000-х років.

## Події
- 20 березня — в киргизькому місті Джалал-Абад пройшла хвиля акцій непокори.
- 23 березня — о 7:55 український кордон перетнув великий російський десантний корабель «Николай Фильченков» зі 142 десантниками та 28 одиницями техніки. Міністерство закордонних справ України висловило ноту протесту, в якій вимагало роз'яснень з приводу інциденту. Росіяни пояснили інцидент «технічним недопрацюванням».
- 24 березня — демонстранти в киргизькому місті Бішкеку захопили будівлю національного телебачення й Дім уряду
- 24 березня — глава Киргизстану Аскар Акаєв з сім'єю і найближчим оточенням вилетів на президентському вертольоті «Мі-8» у напрямі кордону з Казахстаном.
- 25 березня — скинутий президент Киргизстану Аскар Акаєв прибув до Росії.
- 31 липня — в Юрмалі (Латвія) на музичному конкурсі «Нова хвиля 2005» представниця України, Тіна Кароль посіла друге місце, і отримала премію від А.Пугачової 50 000 USD.
- 28 жовтня — у північно-західному передмісті Парижа почалися масові заворушення які до 4 листопада поширилися на 20 передмість. За даними поліції, за сім днів заворушень було спалено приблизно 400 машин, кілька адміністративних будинків і магазинів.
- 18 листопада — сенат США скасував обмежувальну зовнішньоторгівельну поправку Джексона-Вейніка для України.
- Грудень — газова суперечка між Росією та Україною
- 21 грудня — Росія припинила трансляцію передач радіостанцій «Німецька хвиля» та «BBC» на своїй території.
- 23 грудня — Державна дума Росії підтримала закон про некомерційні організації, що зробить жорсткішими умови їхньої реєстрації та дозволить державі контролювати їхню діяльність.
- Вийшла друком 16-та редакція американського підручника з внутрішніх хвороб Основи внутрішньої медицини за ред. Т. Гарісона.

### Політика, вибори
- 1 січня — Люксембург розпочав головування в Раді ЄС[1].
- 1 липня — Велика Британія розпочала головування в Раді ЄС[1].
- 3 серпня — в Мавританії відбувся військовий переворот, в результаті якого військові сили Мавританії захопили владу і створили військову раду, яка мала покласти край тоталітарному правлінню президента Маоуйї Оулда Тайї і керувати країною.
- 18 вересня — пройшли парламентські вибори в Афганістані.
- 6 листопада — пройшли парламентські вибори в Азербайджані.
- 22 листопада — Анґела Меркель стала канцлером Німеччини.
- післявоєнні вибори в Іраку

### Збройні конфлікти
- 13 травня — узбецькі війська розстріляли мирну демонстрацію протесту в узбецькому місті Андижан, загинуло понад 1000 цивільних осіб.

### Культура
Див.: 2005 у кіно, 2005 у музиці, 2005 у відеоіграх, 2005 у літературі

### Аварії та катастрофи
- 29 серпня — буревій «Катріна» досягнув південно-східного узбережжя США.
- 8 жовтня — стався землетрус в Кашмірі з силою поштовхів 7,6 бала за шкалою Ріхтера.
- 17 жовтня — у західній частині Туреччини стався потужний землетрус. Епіцентр підземних поштовхів, сила яких, за попередніми даними, сягала 5,7 бала за шкалою Ріхтера, припав на шельф Егейського моря, недалеко від міста Ізмір.
- 6 грудня — літак «С-130 Hercules» упав на житловий будинок у Тегерані. Усі 94 пасажири й екіпаж загинули. Кількість жертв у будинку сягнула 34 осіб. Десятки людей поранено.

### В Україні
- 20 січня — Верховний Суд України відхилив скаргу кандидата в Президенти Віктора Януковича за відсутністю доказів.
- 23 січня — склав присягу новообраний Президент України Віктор Ющенко.
- 11 лютого — затримано голову Закарпатської ОДА Івана Різака за підозрою у доведенні до самогубства ректора Ужгородського університету Володимира Сливки[2]. Цю кримінальну справу почали розслідувати лише після Помаранчевої революції.
- 4 березня — знайдено мертвим Юрія Кравченка.
- 22 вересня — Прем'єр-міністром України обрано Юрія Єханурова.
- 24 жовтня — на приватизаційному конкурсі продано «Криворіжсталь».
- 3 листопада — Генеральним прокурором України обрано Олександра Медведька.
- 18 листопада — Шевченківський районний суд міста Києва скасував указ Президента про звільнення Святослава Піскуна з посади Генпрокурора.
- конфлікт між Тимошенко і Порошенком.

### Населення Землі
| Населення Землі   | Населення Землі | Населення Землі | Населення Землі | Населення Землі | Населення Землі | Населення Землі |
|                   | 2005            | 2000            | 2000            | 2010            | 2010            |                 |
| ----------------- | --------------- | --------------- | --------------- | --------------- | --------------- | --------------- |
| Світ              | 6,453,628,000   | 6,070,581,000   | 383,047,000     |                 |                 |                 |
| Африка            | 887,964,000     | 795,671,000     | 92,293,000      |                 |                 |                 |
| Азія              | 3,917,508,000   | 3,679,737,000   | 237,771,000     |                 |                 |                 |
| Європа            | 724,722,000     | 727,986,000     | 3,264,000       |                 |                 |                 |
| Латинська Америка | 558,281,000     | 520,229,000     | 38,052,000      |                 |                 |                 |
| Північна Америка  | 332,156,000     | 315,915,000     | 16,241,000      |                 |                 |                 |
| Океанія           | 32,998,000      | 31,043,000      | 1,955,000       |                 |                 |                 |

## Народились
- 1 січня:
  - Мерве Тунджель, турецька плавчиня.
  - Сергій Харчишин, український громадський діяч, письменник.
- 3 січня — Марлі Діаш, американська активістка та письменниця.
- 4 січня — Дафні Кін, британо-іспанська акторка.
- 11 січня — Роксана Венгель, польська попспівачка.
- 18 січня — Бенедетта Пілато, італійська плавчиня.
- 21 січня — IShowSpeed, американський ютубер, стример та інтернет-персона.
- 7 лютого — Артур Вермеерен, бельгійський футболіст.
- 19 лютого — Альма Дойчер, британська вундеркінд-композиторка, піаністка і скрипалька.
- 25 лютого:
  - Ноа Джуп, англійський актор.
  - Арда Гюлер, турецький футболіст.
- 5 березня — Валентин Карбоні, аргентинський футболіст.
- 28 березня:
  - Олеськевич Ярослав, український спортсмен з настільного тенісу.
  - Ам Чонтіча, тайська співачка та відома акторка.
  - Даміан Пісарро, чилійський футболіст.
- 16 квітня — Лі Хе Ін, південнокорейська фігуристка.
- 17 квітня — Антоніо Нуса, норвезький футболіст.
- 27 квітня — Матіс Тель, французький футболіст.
- 3 травня — Максвелл Дженкінс, американський актор.
- 4 травня — YAKTAK, український співак.
- 16 травня — Ель-Шадаль Бітшіабу, французький футболіст конголезького походження.
- 18 травня — Александрія Вілласеньйор, американська екологічна активістка Нью-Йорка.
- 25 травня — Белла Сімс, американська плавчиня.
- 25 червня — Каріка Поліна Євгенівна, українська гімнастка.
- 26 червня — Алексія Нідерландська, середня дочка короля Нідерландів Віллема-Олександра і королеви Максими, внучка принцеси Беатрікс.
- 2 липня — Шевченко Аліна Андріївна, українська поетеса, письменниця, журналістка, фотограф та активістка.
- 8 липня — Багінська Анастасія, юна українська співачка.
- 25 липня — Пірс Ганьон, американський актор.
- 10 серпня:
  - Санні Салджик, американський актор та скейтбордист.
  - Рамешбабу Прагнанандха, індійський гросмейстер та шаховий вундеркінд.
- 11 вересня — Чень Юйсі, китайська стрибунка у воду.
- 21 вересня — Ерза Муколі, французька співачка.
- 22 вересня — Бойко Юліан, український професійний гравець у снукер.
- 4 жовтня — Еммануель Бельгійський, принц Бельгійський, третя дитина та другий син короля Бельгії Філіпа I та його дружини Матільди, онук Альберта II.
- 7 жовтня — Лулу Вілсон, американська акторка.
- 15 жовтня — Крістіан (принц Данії)
- 31 жовтня — Леонор, інфанта іспанська, принцеса Астурійська, старша дочка і дитина в сім'ї короля Філіпа VI і його дружини королеви Летиції, внучка попереднього короля Іспанії Хуана Карлоса I і королеви Софії.
- 12 листопада — Рогальський Ярослав, український співак, актор і музикант.
- 15 листопада:
  - Желтяков Олександр Вікторович, український плавець.
  - Руні Барджі, шведський футболіст кувейтського походження.
- 16 листопада — Маріам Мамадашвілі, юна грузинська співачка.
- 18 листопада — Лія Макхью, американська актриса.
- 19 листопада — Гітанджалі Рао, молода винахідниця з Колорадо.
- 19 листопада — Кім Чон Соб, південно корейський репер.
- 6 грудня — Дар'я Атаманов, ізраїльська гімнастка.
- 25 грудня — Середа Олексій, український стрибун у воду.

## Померли
Див. також Категорія:Померли 2005, Список померлих 2005 року
- 4 березня — Юрій Кравченко, міністр внутрішніх справ України.
- 2 квітня — Іван-Павло II, 264-й Папа Римський, перший в історії папа-слов'янин
- 16 червня— Корогодський Роман Миронович, український кінокритик, шістдесятник
- 7 серпня — [[Євдокимов Михайло]], російський актор і гуморист, губернатор Алтайського краю Росії.
- 16 серпня — Джо Ранфт, американський режисер, мультиплікатор та актор озвучки.
- 9 грудня — Роберт Шеклі, американський письменник-фантаст

## Нобелівська премія
- з фізики: Рой Глаубер і Джон Голл (США) — творці надточних лазерів; Теодор Хенш (Німеччина)
- з хімії: Ів Шовен (Франція, Інституту нафти), Ричард Шрок (США, Массачусетський технологічний інститут), Роберт Грубс (США, Каліфорнійський університет) — за винахід метатезису
- з медицини та фізіології: Баррі Маршалл і Робін Воррен (Австралія) — за відкриття «впливу бактерії Helicobacter pylori на виникнення гастриту і виразки шлунка і дванадцятипалої кишки»
- з економіки: Роберт Ауманн (Ізраїль), Томас Шеллінг (США) — за внесок у розуміння явищ співпраці і конфлікту через аналіз теорії ігор
- з літератури: Гарольд Пінтер (Велика Британія)
- Нобелівська премія миру:

## Шевченківська премія
- Алієв Айдер Енверович, Нагієв Ібраїм-Герей Садикович, Нагієва Зарема Садиківна, Якубов Февза Якубович, Абдулаєв Азіз Рефатович (скульптор, головний архітектор, архітектор, автор концепції комплексу, автор оформлення комплексу) — за скульптурний комплекс «Відродження» у Сімферополі.
- Воробйов Микола Панасович, письменник — за книгу поезій «Слуга півонії».
- Камінський Віктор Євстахійович, композитор — за Концерт № 2 «Різдвяний», симфонію-кантату «Україна. Хресна дорога», ораторії «Іду. Накликую. Взиваю…» та «Акафіст до Пресвятої Богородиці».
- Коцюбинська Михайлина Хомівна, літературознавець — за книгу «Мої обрії» в 2-х томах.
- Кримський Сергій Борисович, культуролог — за книги «Философия как путь человечности и надежды» та «Запити філософських смислів».
- Ланюк Юрій Євгенович, композитор — за музичні твори «Палімпсести» та «Музика з Книги Стайнених Просторів та Елегії для Птаха Сяйва».
- Матіос Марія Василівна, письменниця — за роман «Солодка Даруся».
- Микита Володимир Васильович, художник — за серію робіт «Рідний край».
- Слабошпицький Михайло Федотович, письменник — за роман-біографію «Поет із пекла».